# Infernum
Infernum ist eine polnische Band, die ihre eigene Musik als „Pagan - Black Metal“ bezeichnet. Ihr Debütalbum …Taur-Nu-Fuin… gilt als eine der ersten Veröffentlichungen des National Socialist Black Metal.

## Geschichte
Infernum wurde 1992 von Grzegorz „Karcharoth“ Jurgielewicz und Tom Balrog in Wrocław gegründet. Bald nach der Gründung kam das erste Demo The Dawn Will Never Come heraus, nach ein paar Monaten kam dann auch das Promo Damned Majesty auf den Markt. Auf der Promo-CD kann man auch ein Keyboard hören, das von Robert „Rob Darken“ Fudali von Graveland gespielt wurde. Balrog stieg Ende 1993 aus der Band aus und wurde durch den Graveland-Schlagzeuger Maciej „Capricornus“ Dabrowski ersetzt.
1994 veröffentlichte Infernum dann das Debüt …Taur-Nu-Fuin… bei Astral Wings Records. Aufgrund rechtsextremistischer Inhalte auf diesem Album und dem Cover wurde die polnische Polizei auf Infernum aufmerksam und begann mit Untersuchungen.
1995 begannen die Arbeiten am zweiten Album When the Light Has Died…, jedoch kam es innerhalb der Band und der polnischen Black-Metal-Szene zu Problemen. Von When the Light Has Died… wurden drei Lieder aufgenommen und als Kassette im Black-Metal-Untergrund verbreitet. Laut Darken erlitt Jurgielewicz wegen der Ermittlungen einen Nervenzusammenbruch und sagte gegen die anderen Mitglieder der Band aus, womit er Darken zufolge diesem und Capricornus „ernsthafte Probleme“ bereitete. Außerdem habe Karcharoth seine politischen Vorstellungen wöchentlich geändert und sich von der rechtsextremen Szene ab- und linken Ideen zugewandt. Ebenso gab es Gerüchte, er habe sich der Polizei angeschlossen. Karcharoth begann laut Darken mit „Anti-Graveland-Kampagnen“ und beschuldigte ihn und Xanquoreth von Fullmoon des Mordversuches an seiner Person. Im Herbst 1997 soll Jurgielewicz, der sich nun „Anextiomarus“ nannte, in eine psychiatrische Klinik eingeliefert worden sein; Darken zufolge war er schizophren und plante, nach Norwegen zu reisen, um den Darkthrone-Schlagzeuger Fenriz zu ermorden.
Im Winter 2002 beschlossen Anextiomarus und Charon, Infernum zu reaktivieren; Anfang 2003 schloss sich Necromanticus an und kurz darauf Wolf, Exterminus und Raphael. Sie arbeiteten ein paar Jahre an einem neuen Album (The Curse), bis es 2004 von Sound Riot veröffentlicht wurde. Nach dem Suizid von Anextiomarus im Jahr 2004, kurz nach der Fertigstellung des Albums (es wird auf der alten und der neuen Seiten jeweils entweder die Walpurgisnacht oder der 7. Mai als Todesdatum genannt), wird die Band von seinen Freunden als eine Art Tribut weitergeführt, was Anextiomarus’ letzter Wille gewesen sein soll. Im Mai 2004 wurden auch Darken und Capricornus unter dem Infernum erneut aktiv, wobei sie ihre Band auch The True Infernum bezeichneten und damit beanspruchten, der wahre Nachfolger von Anextiomarus’ Band zu sein, so gab es eine Zeit zwei Bands mit demselben Namen aus derselben Stadt. Darken und Capricornus brachten 2005 ein Album mit dem Namen Farewell heraus, welches auch die Lieder von dem Demo When the Light Has Died… enthält.

## Stil
Infernum spielten auf …Taur-Nu-Fuin… klassischen Black Metal mit den für den polnischen Klang typischen Keyboards und der rohen Produktion. Vereinzelt, z. B. im Lied Gammadion, wurden Windgeräusche und Rabengekrächze eingesetzt. Verglichen mit Graveland wurde die Band nicht nur wegen der zur selben Zeit identischen Besetzung, sondern auch wegen der Musik und der Ideologie. Auf Farewell behielten Darken und Capricornus den Stil weitgehend bei, die Produktion war ähnlich schroff und die Atmosphäre ähnlich.
Karcharoths Projekt hingegen wandelte sich zum Pagan Metal. Er verwendete zwar ebenfalls einige Riffs von dem When the Light Has Died...-Demo, allerdings enthielt dieses Album männlichen und weiblichen Klargesang und war besser produziert als Farewell und …Taur-Nu-Fuin…. Huenengrab von Metal.de störte vor allem das ständig spielende Keyboard, er verglich die Band deswegen mit Eisregen. Auf …Taur-Nu-Fuin… finden sich Stücke mit nationalsozialistischen Inhalten, als Themen ihrer Texte in der Phase ab 2002 gab Necromanticus Heidentum und Okkultismus an und als Ideologie den Hass auf das Christentum.
Akhenaten von Judas Iscariot bezeichnete Infernum auf seiner Internetseite zur polnischen Black-Metal-Szene als ein anderes Gesicht der Band Graveland zu ihrer Thousand-Swords-Ära. Nach Infernums Lied Weltmacht oder Nidergang [sic!] benannte sich die Band Weltmacht, zu deren Besetzung Akhenaten gehört.

## Diskografie
- 1993: The Dawn Will Never Come (Demo)
- 1993: Damned Majesty (Demo)
- 1994: …Taur-Nu-Fuin… (CD/MC, Astral Wings Records)
- 2004: The Curse (CD, Sound Riot Records)